# Salve Regina (Pärt)
Salve Regina per a cor mixt i orgue, és un himne marià compost el 2001 per Arvo Pärt de l'himne llatí Salve Regina. Va ser presentat per primera vegada a la Catedral d'Essen el 22 de maig de 2002. Publicat per Universal Edition el mateix any. Pärt va arranjar la composició per a cor, celesta i orquestra de corda el 2011 per a celebrar els 150 anys de la unificació italiana.

## Història
Salve Regina va ser encarregat per a la celebració el 22 de maig de 2002 dels 1150 anys de la fundació de Stift Essen (Abadia d'Essen) i la ciutat d'⁣Essen. El dia va ser també el 75è aniversari d'⁣Hubert Luthe, aleshores bisbe d'Essen, a qui l'obra està dedicada. Va ser el desig de Luthe tenir un escenari d'aquest text per venerar la Mare de Déu d'Or.
Salve Regina va ser interpretada per tres cors de la catedral amb l'organista Jürgen Karsawa, dirigida per Wolfgang Endrös. El treball en un moviment dura uns 12 minuts a realitzar-se. Va ser publicat per Universal Edition el juliol de 2002.
Pärt va arranjar la composició per a cor, celesta i orquestra de corda el 2011 per a la celebració dels 150 anys de la unitat italiana. Va ser encarregat per les ciutats de Torí i Milà i es va representar per primera vegada al Festival Internazionale della Musica di Milano.

## Música

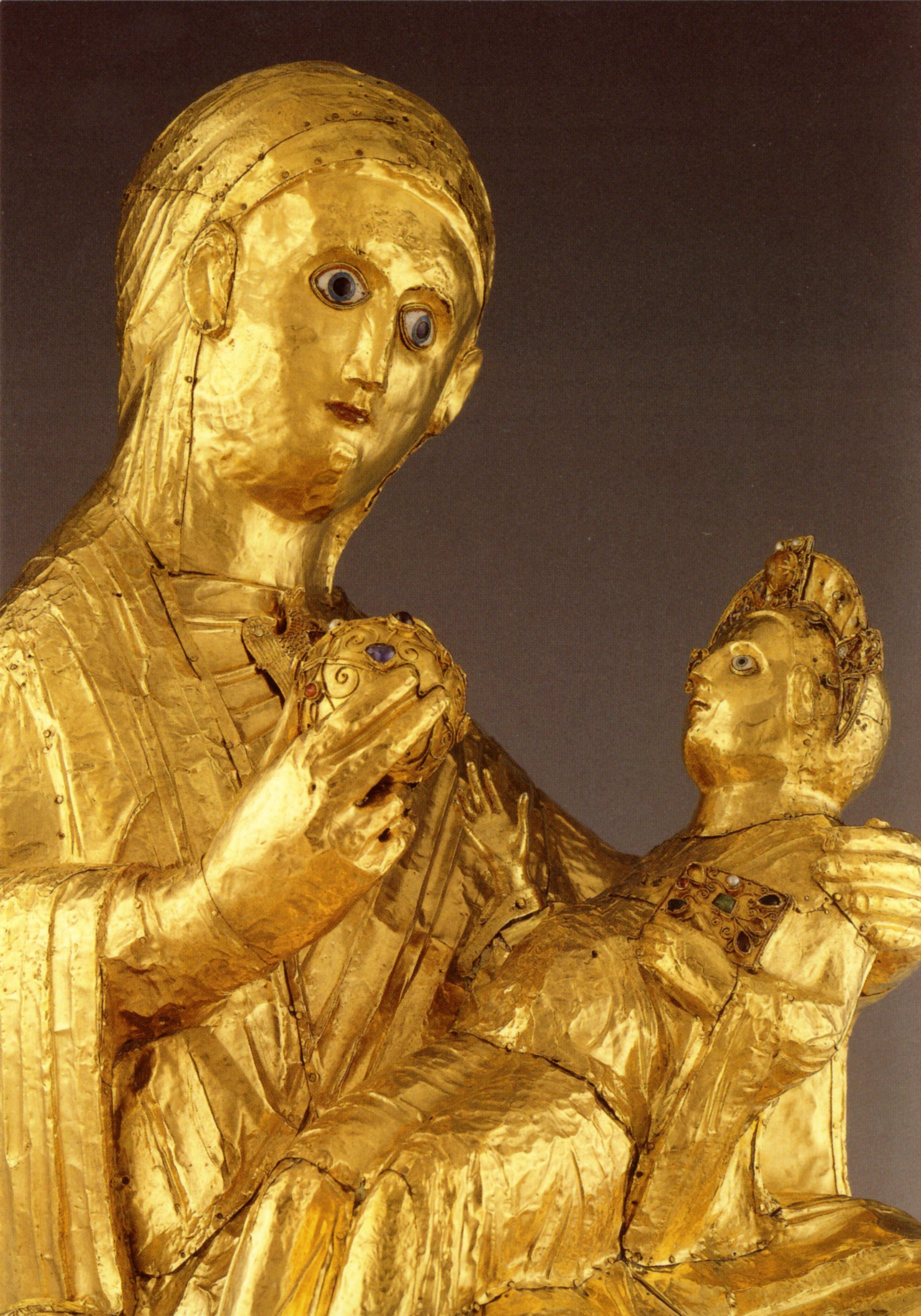
Detall de la Madonna d'Or de la catedral d'Essen

L'obra en mi menor és majoritàriament en temps de 3/4. Després d'una introducció instrumental de 12 compassos, totes les parts canten la salutació Salve Regina a l'uníson, marcat piano (suau). Després de quatre compassos instrumentals el tema continua, de nou a l'uníson amb una línia descendent de notes més llargues: mater misericordiae (mare de misericòrdia), després de dos compassos instrumentals seguits de vita dulcedo (dolça vida), després de dos compassos més et spes nostra, salve (i la nostra esperança, salve).
Per a la següent petició, les veus es divideixen en un cor superior de tres veus de dones, cantant Ad te clamamus (A tu plorem), i un cor inferior de tres veus d'homes continua exules filii Evae (exiliats, fills d'Eva), alternant-se com en la recitació de salms. Mentre que els interludis instrumentals i l'acompanyament es mouen en notes parelles, de vegades encara més vivaces, les veus es mantenen en cada nota almenys un compàs, sovint durant diversos compassos en una síl·laba. La dinàmica segueix sent suau, intensificada a no més de mp (mezzo-piano) al mig de les frases. Per a la següent petició, el cor superior està format per soprano, alt i tenor, cantant ad te suspiramus (A tu sospirem), continuat per alt, tenor i baix: gementes et flentes in hac lacrimarum valle (dol i plor en aquesta vall de llàgrimes). Les peticions es repeteixen, més intensament per una divisió en vuit parts vocals, però encara piano.
Només tenor i baix comencen una nova secció, marcada mp: Eia ergo, avvocata nostra (per tant, el nostre advocat). El text illos tuos misericordes oculos ad nos converte (els teus ulls misericordiosos cap a nosaltres es giren) s'expressa, marcat Largando (ralentiment) i mf, en polifonia, amb les veus que recullen el moviment instrumental de negres. En canvi, et Jesum benedictum fructum ventris tuis (i Jesús, el fruit beneït del teu ventre) és interpretat en misteriós pianissimo uníson, seguit, després d'una pausa general, per un sobtat i fort esclat: nobis post hoc exilium ostende (per a nosaltres després d'aquest espectacle d'exili), en acords majoritàriament dissonants, un cada compàs, acabant en un acord de vuit parts sense resoldre.
La línia final torna suau i per primera vegada en temps de 4/4. El text O clemens, o pia, o dulcis virgo Maria (Oh misericòrdia, oh bona, o dolça verge Maria) es divideix en quatre parts, separats per mesures instrumentals. Mentre les sopranos i els alts canten acords llargs, els tenors i els baixos repeteixen a l'uníson cada frase tres vegades, l'última, en temps de 6/4, fins i tot cinc vegades, alentint-se (rallentando). Després d'una última frase instrumental, el compositor demana una mesura total de silenci.
Una nota del programa comenta: "es construeix molt gradualment fins a un clímax tardà i majestuós: línies vocals a l'uníson al principi, harmonies més àmplies després, algunes excentricitats intrigants a la part de l'orgue al llarg del camí".

## Enregistraments
El primer enregistrament de Salve Regina forma part de Pärt: Triodion & other choral works, interpretada per Polyphony, dirigida per Stephen Layton, i publicada per Hyperion. Va ser gravat l'any 2003 en presència del compositor a la Temple Church de Londres.
Salve Regina forma part d'una col·lecció de música de Pärt titulada Da Pacem, interpretat pel Cor de Cambra de la Filharmònica d'Estònia, dirigit per Paul Hillier, amb l'organista Christopher Bowers-Broadbent.